# Viza
Viza ist eine US-amerikanische Band aus Los Angeles mit Einflüssen verschiedener Musikstile.

## Stil
Die Musik von Viza verschmilzt den mittelöstlichen Rhythmus mit dem Modernen und ist von armenischen und griechischen Traditionen durchdrungen. Hauptsächlich spricht man von dem Genre "Experimental Rock".

## Geschichte
2004 gründeten zwei Mitglieder der Band Neurobox, K’noup Tomopoulos (Gesang, Gitarre) und Hiram Rosario (Schlagzeug) die Band Viza (früher Visa). Die ersten Projektideen hegte K'noup bereits im Jahr 2000. Im Laufe der Zeit hat sich Viza zu einer neunköpfigen Band entwickelt.
K’noups Stimme wird von den Klängen des Duduks begleitet, gespielt von dem Enkelsohn des Dudukspielers Dschiwan Gasparjan. Die Bandmitglieder sind armenischer, griechischer, japanischer, libanesischer und spanischer Herkunft. Die Band steht bei ihrem eigenen Label Architects of Melody unter Vertrag. 2014 veröffentlichte Viza eine Coverversion von dem Prince-Titel When Doves Cry.
Am 6. Mai 2013 verkündete Chris Daniel auf Facebook seinen Ausstieg aus der Band: „I have decided to no longer be a part of Viza due to personal and creative differences“. Letztendlich hat jedoch Hiram Rosario die Band verlassen und Chris Daniel hat den Platz am Schlagzeug eingenommen.

## Bandname
Der Name Viza leitet sich von der engl. Bezeichnung für „Visum“ (lat. „das Gesehene“) ab und wird von der Band als ein audio passport (zu dt. Hörpass) bezeichnet. Der Name betont den multikulturellen Aspekt der Band und die Reichweite der Musik.

## Diskografie
- 2005: Visa e.p.
- 2006: Maktub
- 2007: De Facto
- 2008: Eros
- 2009: Made in Chernobyl
- 2011: Carnivalia
- 2014: Aria
- 2018: The Unorthodox Revival I (EP)
- 2018: The Unorthodox Revival II (EP)